# Syvä Karijärvi
Syvä Karijärvi och Matala Karijärvi, eller Karijärvet är sjöar i Finland. De ligger i kommunen Kittilä i landskapet Lappland, i den norra delen av landet, 800 km norr om huvudstaden Helsingfors. Karijärvet ligger 201,1 meter över havet. Arean är 18,3 hektar och strandlinjen är 1,8 kilometer lång. Sjön  ingår i Torne älvs huvudavrinningsområde. 